# Villajoyosa
Villajoyosa (cooficialmente en valenciano: la Vila Joiosa) es un municipio de la Comunidad Valenciana, España. Perteneciente a la provincia de Alicante y situado en la Costa Blanca, en la comarca de la Marina Baja, de la que es su capital, su población es de 36 891 habitantes (INE 2024).
Ciudad de gran tradición pesquera, actualmente en su economía destacan las industrias de chocolate y el turismo.

## Toponimia
La localidad es llamada popularmente La Vila y podría tratarse de la antigua ciudad de Alonis.
En español el topónimo es Villajoyosa y en valenciano La Vila Joiosa (AFI: [la ˈviɫa d͡ʒoˈjoza]). Ambos son cooficiales pese a que en septiembre de 2020 el ayuntamiento planteó el cambio a únicamente La Vila Joiosa, pero finalmente se mantuvo ante el malestar social generado.

## Geografía
Villajoyosa se encuentra 32 km al noreste de la ciudad de Alicante y es la capital de la comarca de la Marina Baja.
Por el casco urbano de Villajoyosa pasa el río Amadorio (o río de la Vila), que procede del pantano del mismo nombre: embalse del Amadorio. El término municipal cuenta con 15 km de costa.

### Accesos
Desde Alicante, se accede a esta localidad por la AP-7 o la N-332. Desde Valencia se accede también por la AP-7 o la N-332 desde el norte.
El TRAM Metropolitano de Alicante (antiguo Trenet de la Marina) que lleva desde Alicante hasta Denia tiene en Villajoyosa cinco paradas: Paradís, Villajoyosa, Creueta, Costera Pastor y Hospital Vila. La estación de Creueta es facultativa y de cruce de trenes (la estación cuenta con cuatro vías). En el término municipal de Villajoyosa presta servicio la línea 1.

### Localidades limítrofes
Limita con los términos municipales de Relleu, Aguas de Busot, Campello, Finestrat y Orcheta.

## Historia

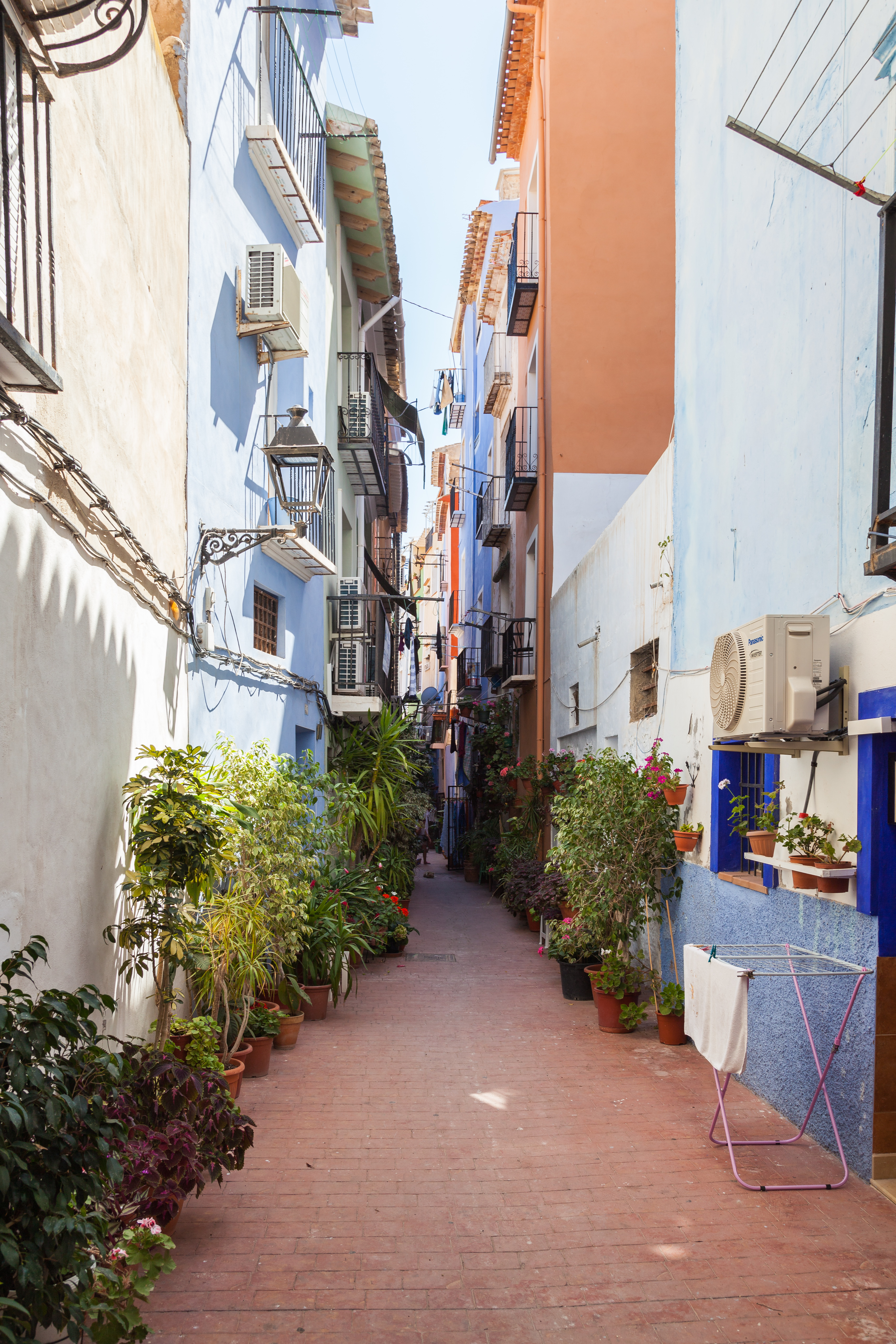
Calle típica de Villajoyosa

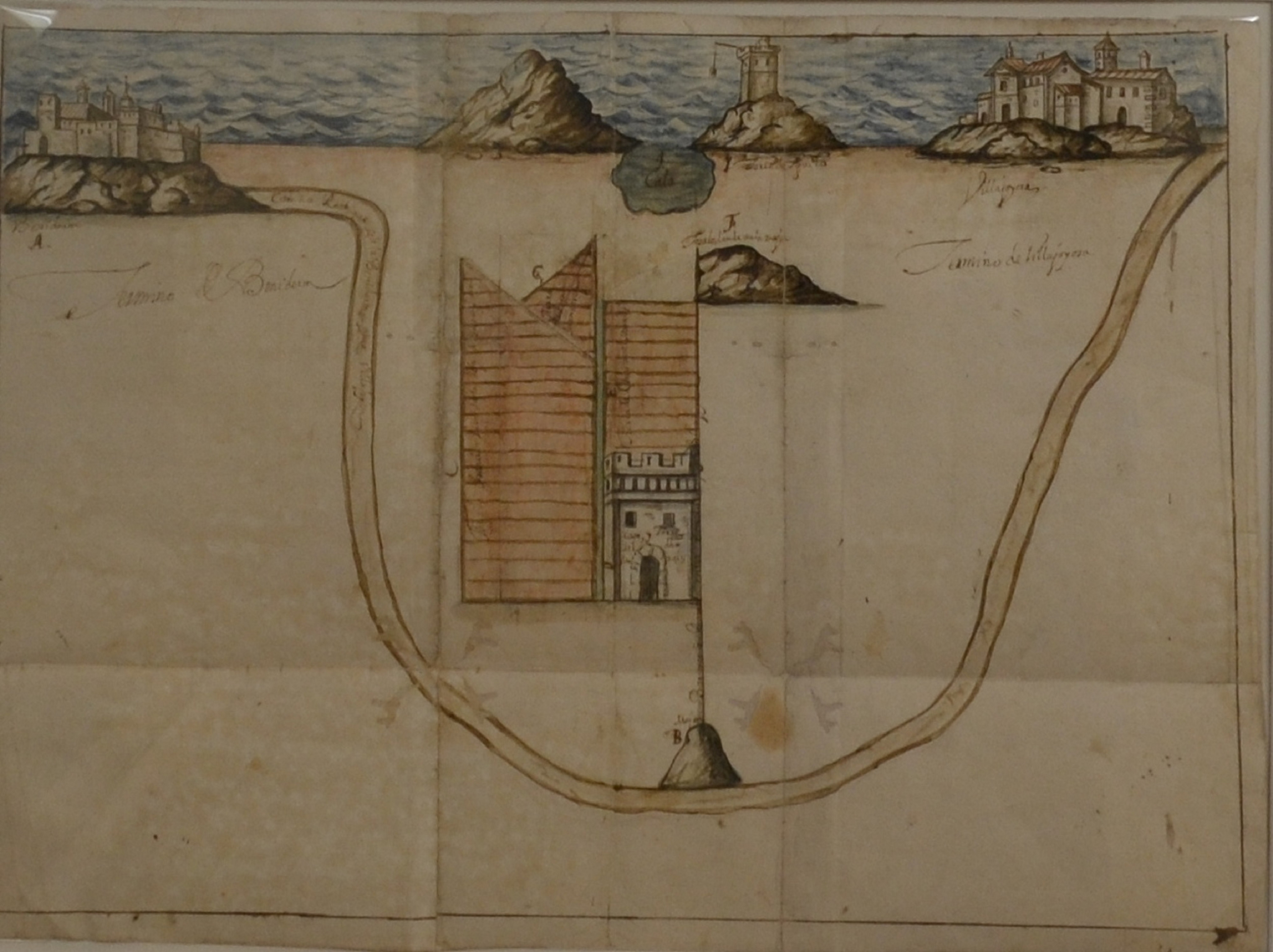
Mapa de la costa entre Benidorm y Villajoyosa con entre otros el Castillo de Villajoyosa y la Torre de Aguiló (1717)

El municipio de Villajoyosa tuvo sus primeros pobladores en la Edad de Bronce, y el cerro donde se asienta el casco antiguo fue un antiguo poblado ibérico. En la época romana, la zona experimentó un gran auge, siendo la ciudad romana de Alone o Alonis. No se sabe ciertamente donde estaba situada Alonis pero se piensa que su enclave era el centro de la actual ciudad (plaza de la Generalitat, calle Colón, casco antiguo). Se ha encontrado en el centro de la vila unos restos de unas termas y un asentamiento bélico, cosa que también lleva a pensar que Alonis se encontraba rodeando el cauce del río Amadorio.

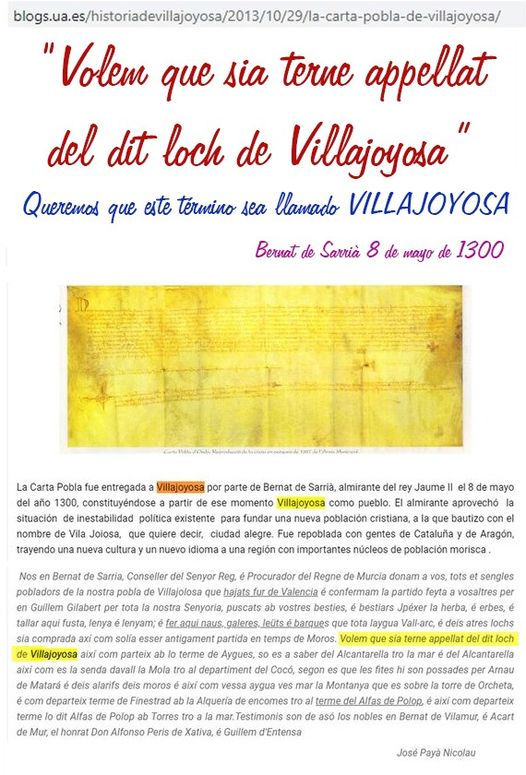
Carta de Poblamiento de Villajoyosa

En la Edad Media el lugar se encontraba despoblado, aunque con alguna alquería dispersa por su término municipal como la del Torres, citada en el Llibre dels Fets de Jaime I. Su fundación como ciudad cristiana, con el nombre de Villajoyosa, se produjo en el año 1300 por Bernardo de Sarriá, el almirante de Jaime II de Aragón, con una finalidad estratégica de controlar el litoral de los ataques marítimos musulmanes. En 1321, el lugar pasó al infante Pedro, duque de Ribagorza; distintas familias nobiliarias se sucedieron en la posesión de la ciudad, que en 1443 obtuvo el codiciado privilegio de pasar a ser villa real.
Durante el siglo XVI, Villajoyosa tuvo un papel importante en la defensa de la costa alicantina frente a los numerosos y considerables ataques piratas berberiscos. Por esta razón, el rey Felipe II ordenó proyectar y llevar a cabo unas nuevas murallas, acabadas a mediados de siglo, que, ocultando las anteriores, son las que se encuentran hoy en día en pie. Como parte del mismo sistema defensivo se erigieron torres vigía costeras y numerosas torres de huerta, adosadas a masías rurales. Las obras de la iglesia-fortaleza de la Asunción, de estilo gótico levantino, se finalizaron por estas mismas fechas. El fin de los ataques corsarios, a finales del siglo XVII, permitió un relajamiento defensivo y un crecimiento urbano fuera de las murallas.
En 1911, Alfonso XIII le concedió a Villajoyosa el título de ciudad.

## Demografía
Villajoyosa cuenta con una población de 36 891 habitantes (INE 2024).

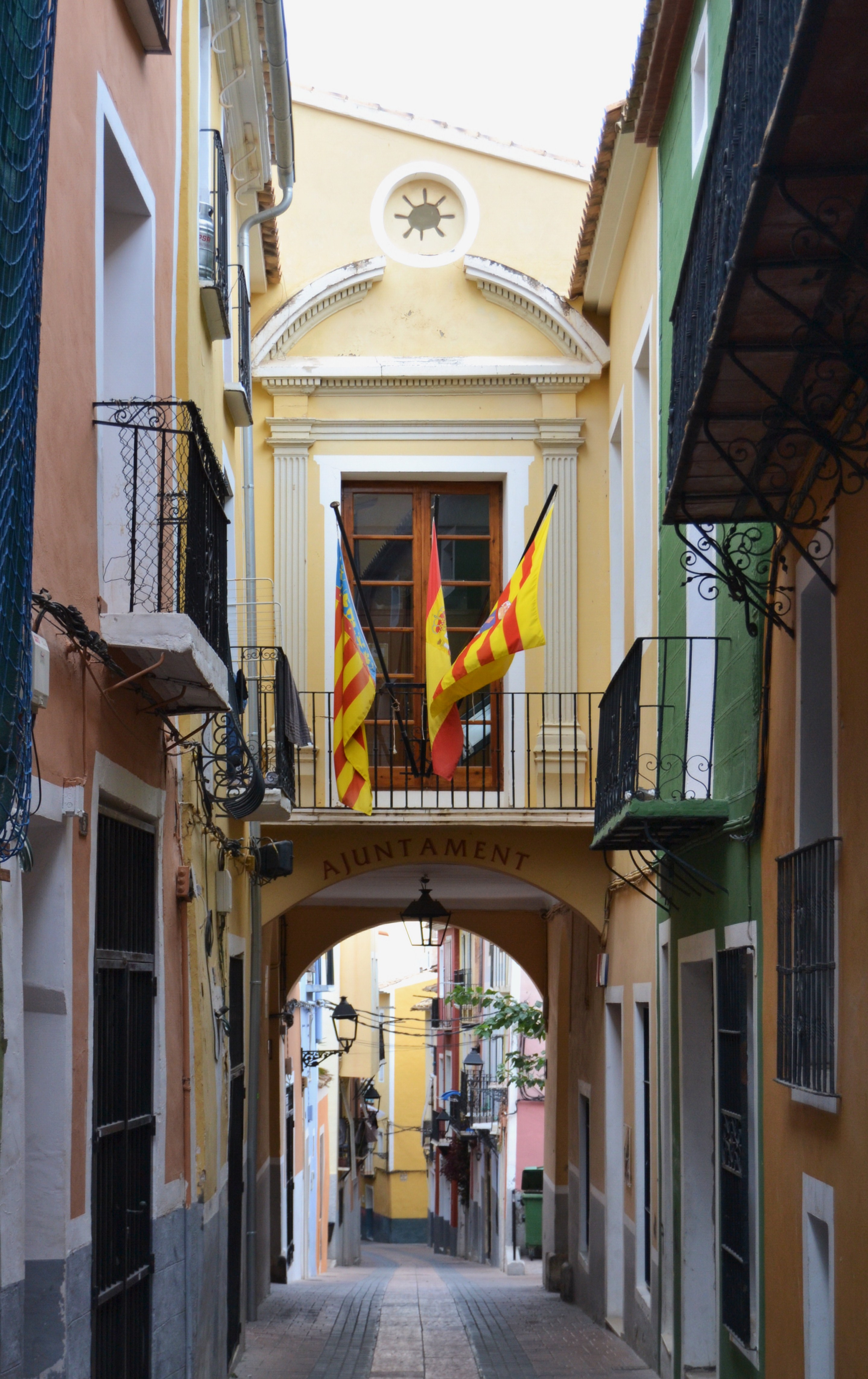
Ayuntamiento de Villajoyosa

| Gráfica de evolución demográfica de Villajoyosa entre 1842 y 2021 |
| |
| Población de derecho según los censos de población del INE Población de hecho según los censos de población del INEEn estos censos se denominaba Villajoyosa / La Vila Joiosa: 1991 y 2001 |

## Administración y política
| Periodo   | Nombre                         | Partido | Partido                                         |
| --------- | ------------------------------ | ------- | ----------------------------------------------- |
| 1979-1987 | José Francisco Riquelme Valero |         | Partit Socialista del País Valencià (PSPV-PSOE) |
| 1987-1999 | Juan Segovia Esquerdo          |         | Partit Socialista del País Valencià (PSPV-PSOE) |
| 1999-2007 | José Miguel Llorca Senabre     |         | Partido Popular (PP)                            |
| 2007-2011 | Gaspar Lloret Valenzuela       |         | Partit Socialista del País Valencià (PSPV-PSOE) |
| 2011-2015 | Jaime Lloret Lloret            |         | Partido Popular (PP)                            |
| 2015-2023 | Andreu Verdú Reos              |         | Partit Socialista del País Valencià (PSPV-PSOE) |
| 2023-act. | Marcos Enrique Zaragoza Mayor  |         | Partido Popular (PP)                            |

| Partido político                                | 2023  | 2023  | 2023       | 2019  | 2019  | 2019       | 2015  | 2015  | 2015       | 2011  | 2011  | 2011       | 2007  | 2007  | 2007       |
| Partido político                                | Votos | %     | Concejales | Votos | %     | Concejales | Votos | %     | Concejales | Votos | %     | Concejales | Votos | %     | Concejales |
| Partido Popular (PP)                            | 5565  | 37,84 | 10         | 3041  | 22,28 | 6          | 3461  | 24,20 | 6          | 6490  | 43,81 | 11         | 6214  | 43,19 | 10         |
| Partit Socialista del País Valencià (PSPV-PSOE) | 3668  | 24,94 | 6          | 4294  | 31,47 | 8          | 3567  | 24,95 | 6          | 3077  | 20,77 | 5          | 4803  | 33,38 | 7          |
| Compromís                                       | 1362  | 9,26  | 2          | 1227  | 8,99  | 2          | 1682  | 11,76 | 3          | 433   | 2,92  | 0          | 993   | 6,90  | 1          |
| Vox                                             | 1136  | 7,72  | 2          | 476   | 3,48  | 0          | —     | —     | —          | —     | —     | —          | —     | —     | —          |
| Gent per La Vila (GPV)                          | 754   | 5,12  | 1          | 929   | 6,80  | 1          | 1028  | 7,19  | 2          | 1252  | 8,45  | 2          | —     | —     | —          |
| Podem-Esquerra Unida del País Valencià (EUPV)   | 499   | 3,39  | 0          | 575   | 4,21  | 0          | 768   | 5,37  | 1          | 1867  | 12,60 | 3          | 934   | 6,49  | 1          |
| Ciudadanos (CS)                                 | 490   | 3,33  | 0          | 2048  | 15,01 | 4          | 1994  | 13,95 | 3          | —     | —     | —          | —     | —     | —          |

El 19 de noviembre de 2008, el PP desbancó de la alcaldía al socialista Gaspar Lloret, gracias a una moción de censura con la participación de Francisco Pérez Melero (director del IES Marcos Zaragoza), un tránsfuga procedente de Iniciativa independiente. El equipo de gobierno formado por los 10 ediles del PP y el no adscrito fueron declarados tránsfugas por la Comisión de Transfuguismo, pese a ello, Jaime Lloret fue proclamado presidente del PP de Villajoyosa al derrotar a Pedro Alemany, que consiguió el 42 % de los votos.

## Monumentos y lugares de interés

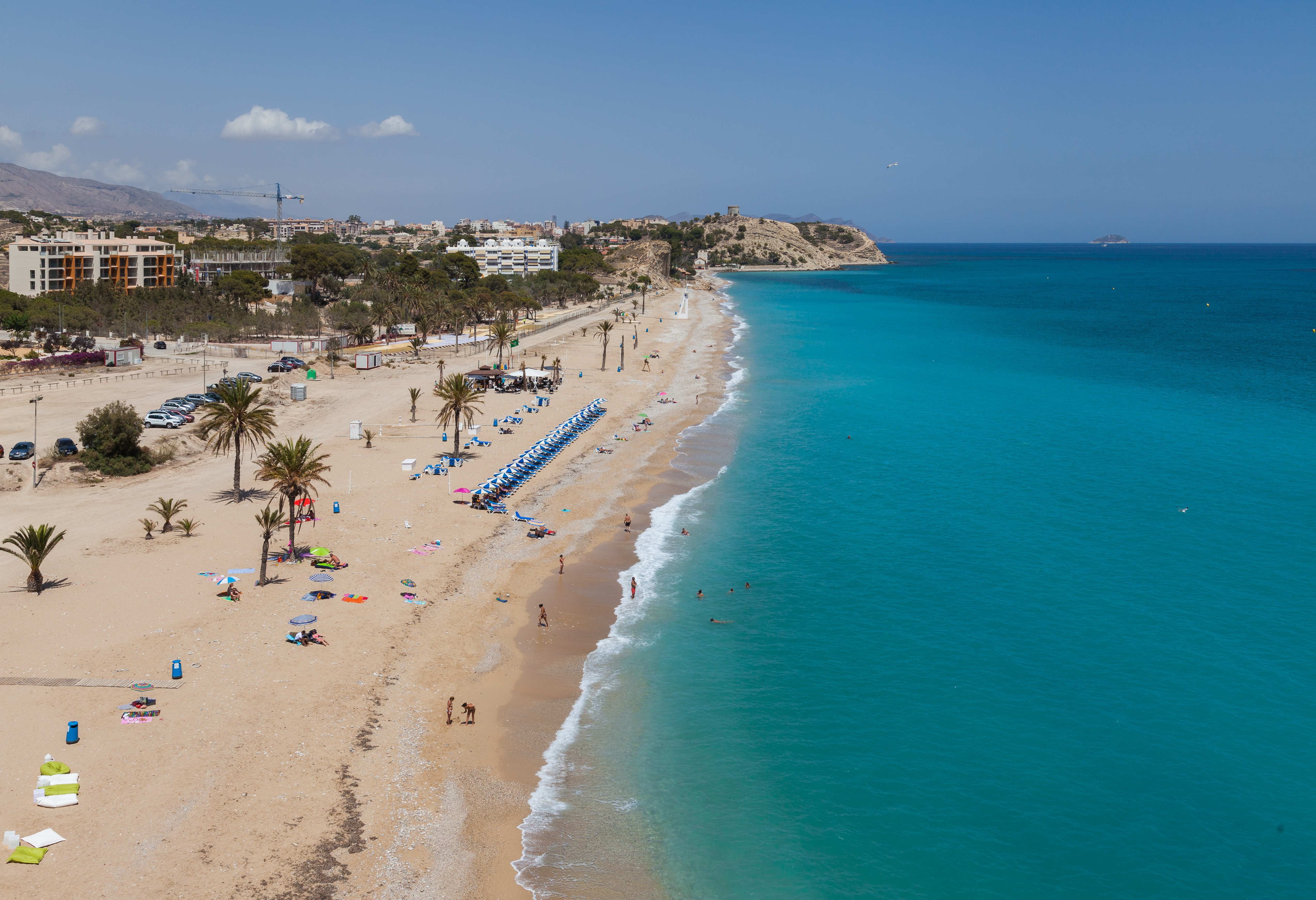
Playa Paraíso

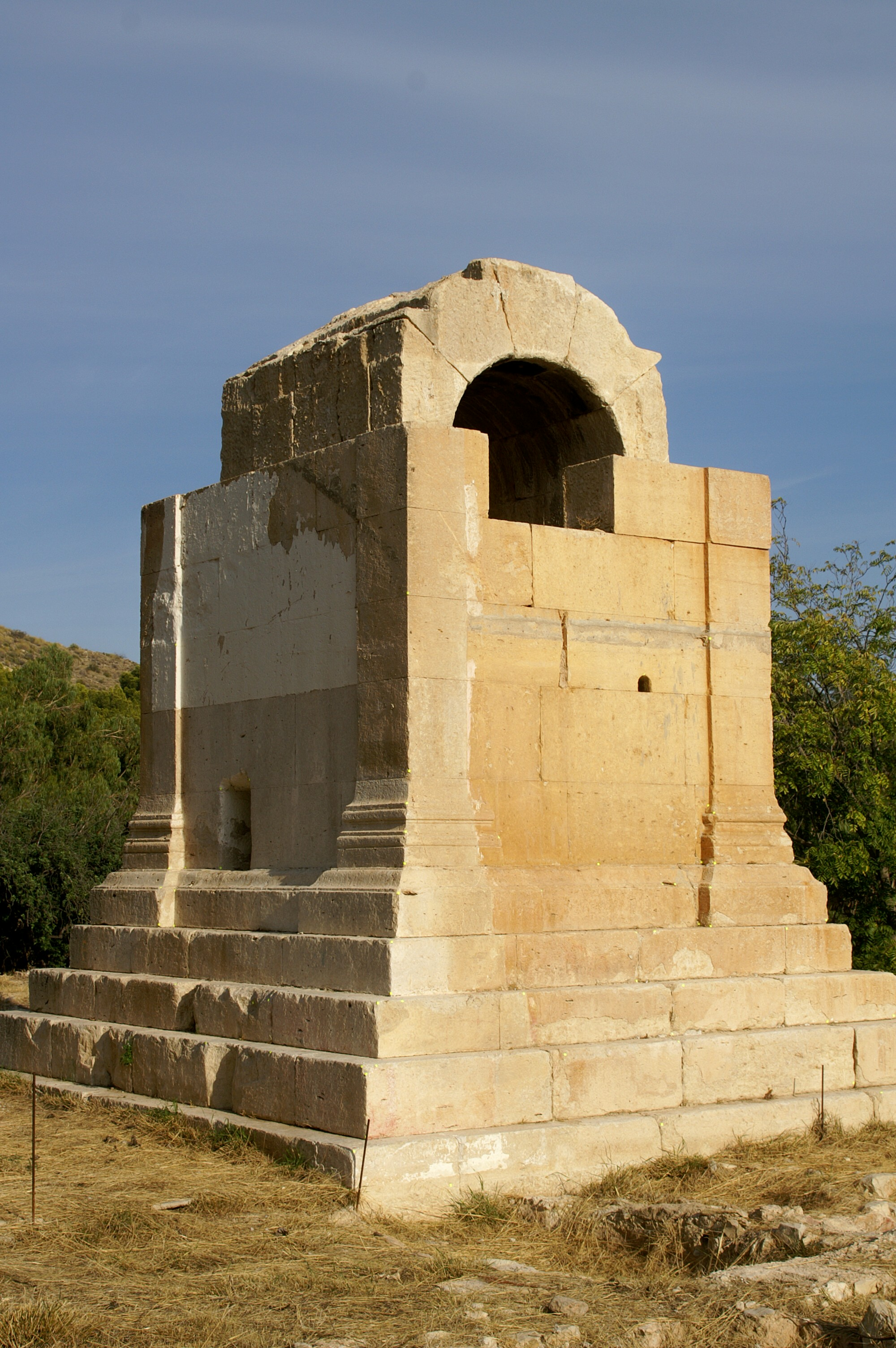
Torre funeraria romana de San José

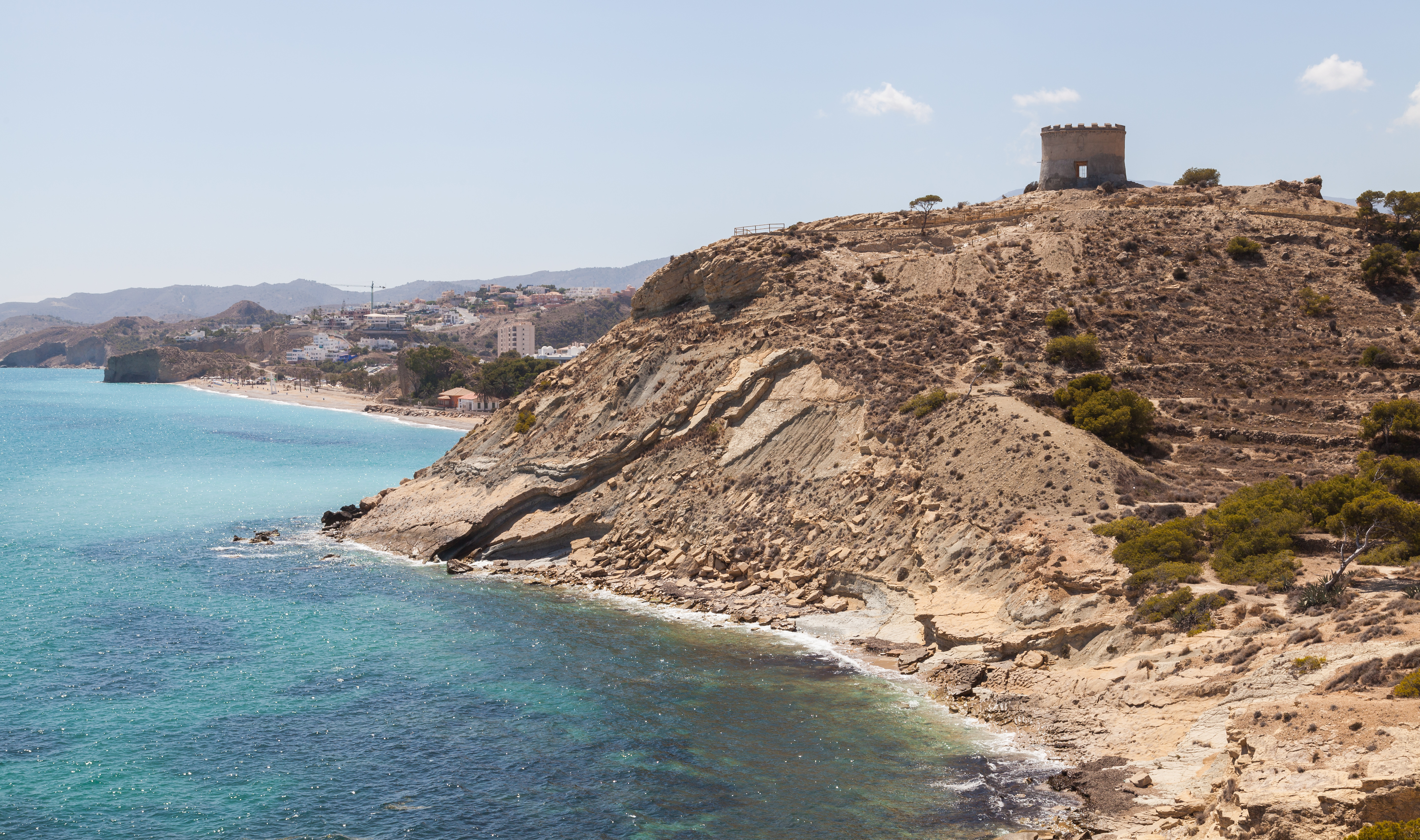
Torreón Malladeta

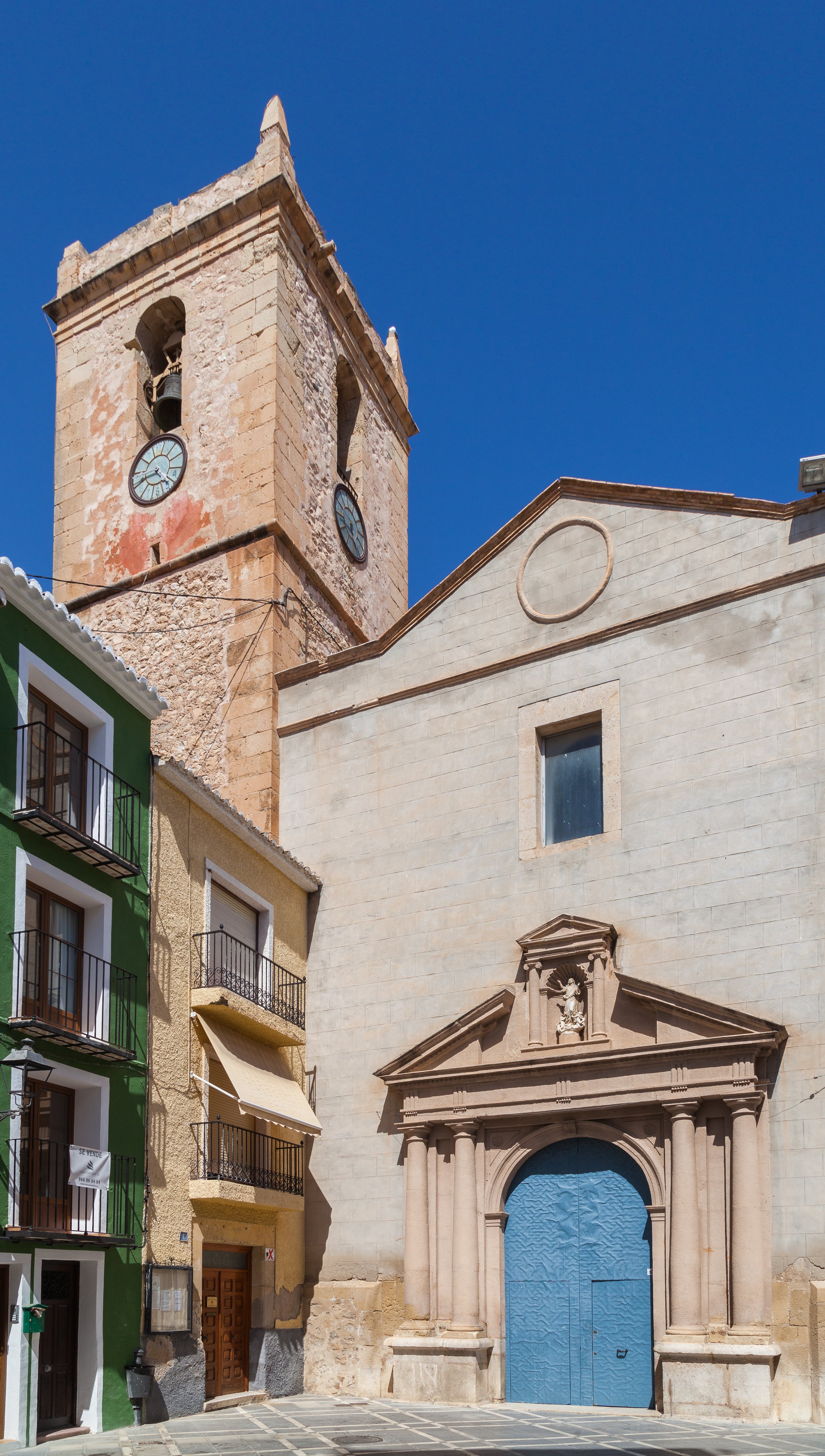
Iglesia de la Virgen de la Asunción

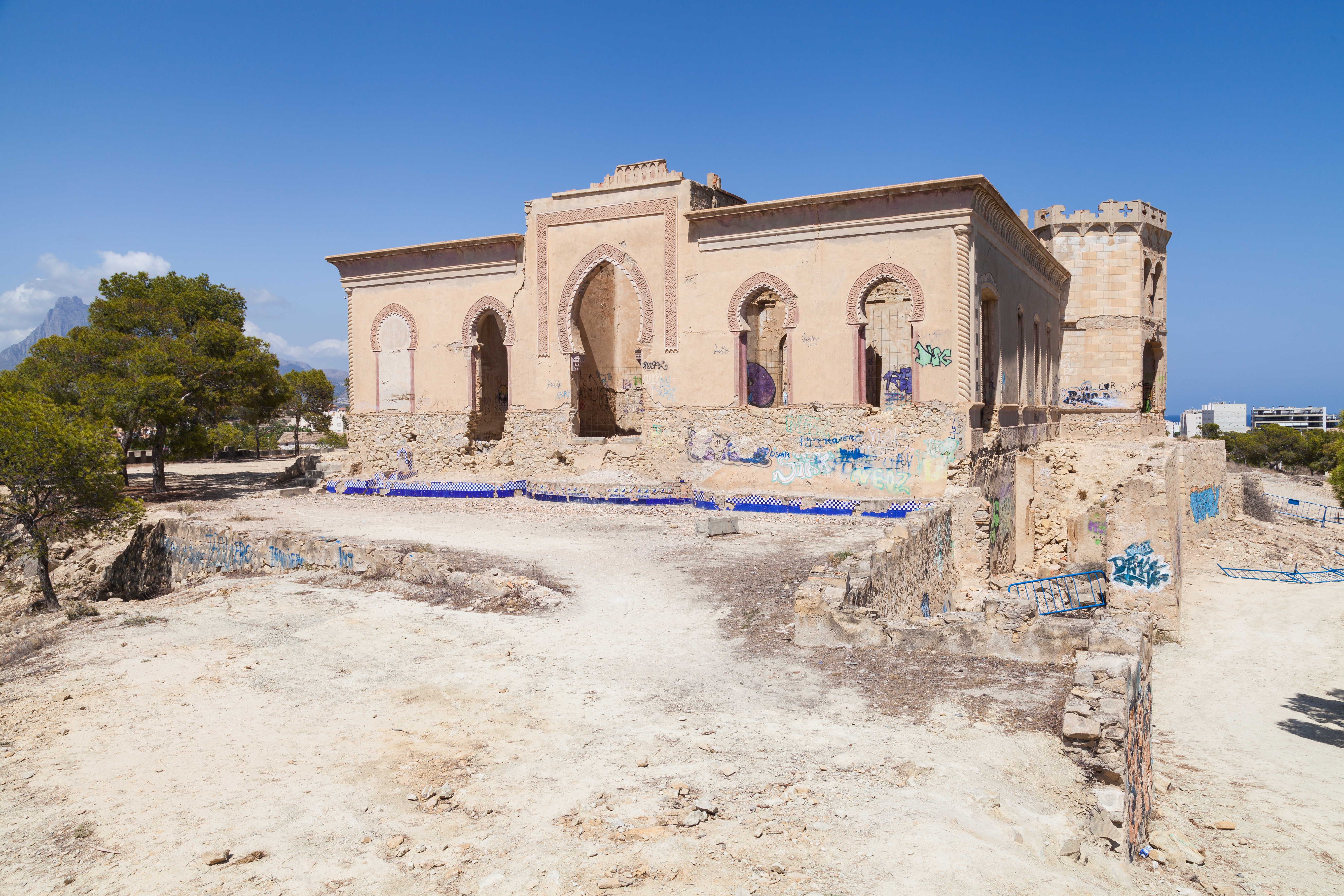
Casa de La Malladeta

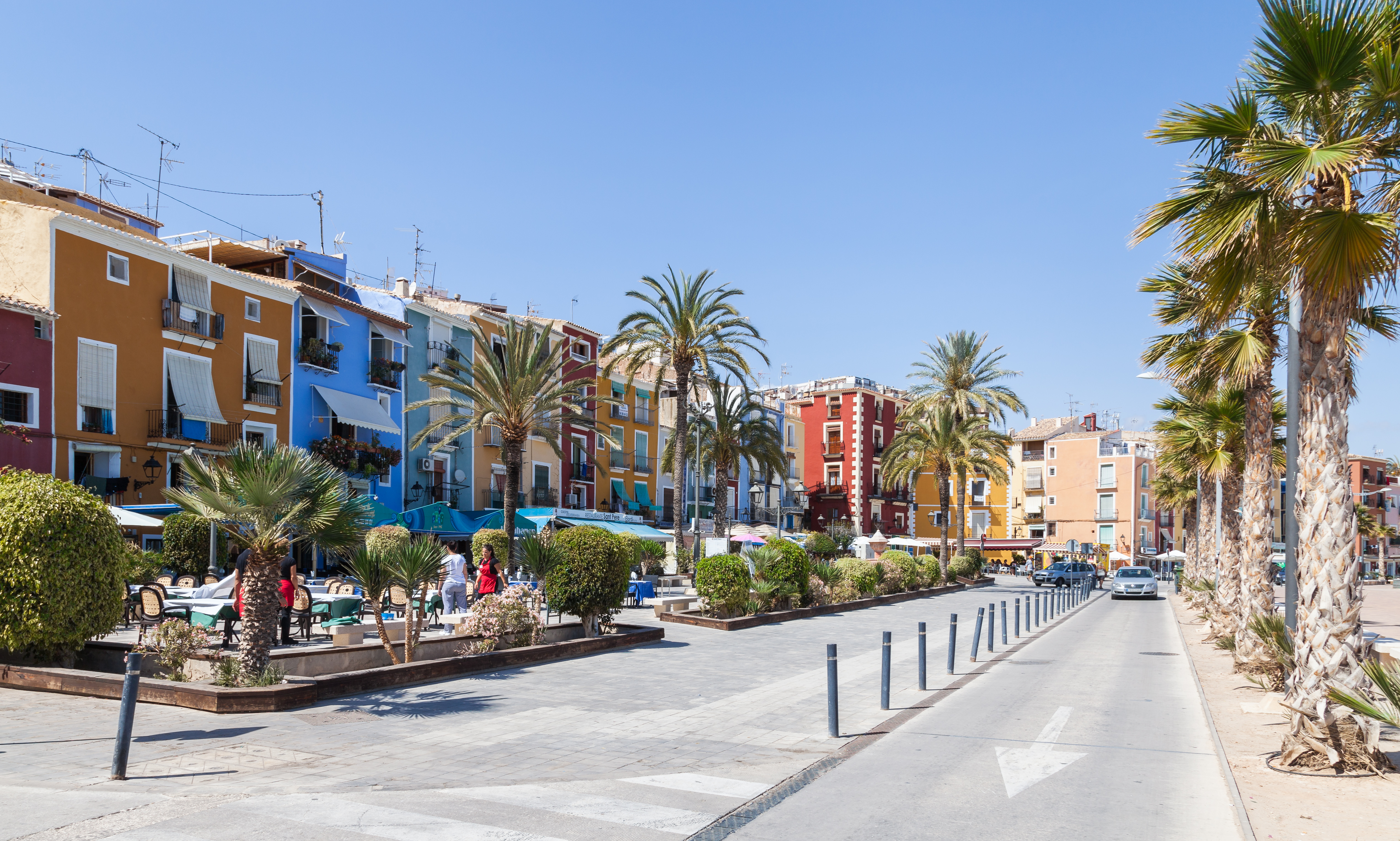
Paseo frente al mar

- Conjunto histórico-artístico de La Villa. Se encuentra el casco antiguo, las murallas renacentistas y la Iglesia fortaleza de la Asunción, de estilo gótico, todos ellos declarados bienes de interés cultural (B.I.C.).
- Torre del Aguiló. De planta cuadrada, construida en el siglo XVI, formó parte del sistema de vigilancia costera contra la piratería.
- Torre de Dalt. Las torres de huerta son estructuras anejas a casas de campo, que transmiten hacia el interior la señal de alarma recibida de las torres de costa.
- Torre del Baix o de Xauxelles. Se encuentra enmascarada en la esquina de una construcción actual que ha absorbido.
- Torre del Charco. Torre vigía, de planta circular (siglo XVI). Actualmente se encuentra en una propiedad privada.
- Torre La Torreta. Torre de huerta citada ya en documentos de principios del siglo XV, por lo que debió existir desde los primeros tiempos de la repoblación cristiana. Domina toda la huerta de Villajoyosa.
- Torre Simeón. Es una torre vigía de huerta que formaba parte del sistema de prevención de los ataques de piratas.
- Villa Giacomina. Villa rural construida en 1920 en el paraje de la Malladeta, en estilo historicista.
- Chalet de Centella Residencia urbana de estilo ecléctico, obra del arquitecto Juan Vidal Ramos (1930).
- Torre de San José (oficialmente: Torre de Hércules). Monumento funerario romano del siglo II.[10]
- Torre de la Cruz.
- Santuario de la Malladeta. Santuario íbero y romano (siglo IV a. C.-siglo I d. C.).
- Termas públicas monumentales de Allon.
- Playas: Playa Paraíso, El Bol Nou, La Caleta, playa Centro, Racó del Conill, playa del Torres, playa Estudiantes, playa del Varadero, playa del Tío Roig, playa del Esparelló, playa del Charco, Puntes del Moro.

## Cultura

### Museos
- Museo Municipal de Villajoyosa. Museo de la ciudad y centro de la Red Municipal de Museos y monumentos. Alberga una importante colección arqueológica, etnográfica, paleontológica y de otros tipos.
- Museo del chocolate de Villajoyosa. Museo visitable sobre la historia del chocolate.
- Casa Museo la Barbera dels Aragonés.

### Fiestas

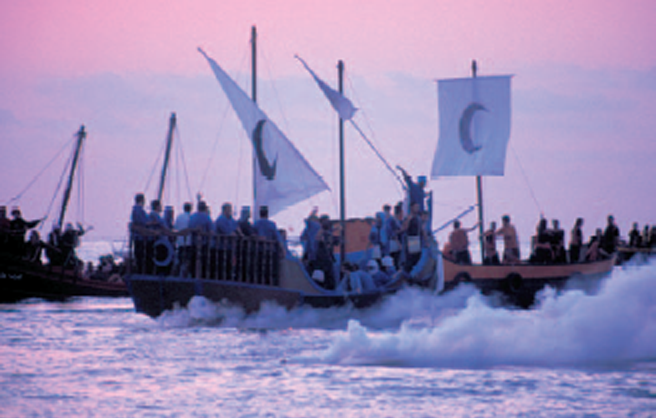
Desembarco pirata de los Moros y Cristianos en Villajoyosa

- Moros y Cristianos. Fiestas celebradas en honor a Santa Marta del 24 al 31 de julio, declaradas de Interés Turístico Internacional en el año 2003. Estas fiestas, en Villajoyosa tienen una antigüedad de 250 años y rememoran un importante ataque realizado por los piratas berberiscos, supuestamente al mando de Zallé Arraez, en 1538 que fue repelido por los habitantes de la villa, y tienen la particularidad de presentar un combate naval y un desembarco en la playa. El 29 de julio, se celebra la procesión de Santa Marta, cuyo caballero portador, la guía por su recorrido ofreciendo la santa al público. El caballero es D. Lorenzo Ronda Martínez, que tiene este cargo vitalicio. Otros actos de las fiestas son la entrada de bandas, los desfiles, el alijo, las embajadas, las paellas y el desfile de carrozas.
- Carnaval
- Semana Santa, con la procesión del Viernes Santo.
- Lágrimas de Santa Marta en mayo.
- Virgen del Carmen en julio.
- Chocolatísima (Xocolatíssima), celebrada en verano con rutas guiadas y degustación de chocolate en el casco antiguo.
- San Miguel (Sant Miquel), se celebran en el barrio de la ermita a finales de septiembre.

### Gastronomía
Los platos típicos más destacables son: arroz con judías al horno, la Borreta de Melva, Paella Vilera, Pebrereta, Sangre con cebolla, Puchero con tarongetes, Pulpos a la vilera, Caldero, arroz con merluza, Arroz con cebolla, Arroz con espinacas y boquerón, y Coca escaldada.
También se celebra en Villajoyosa un certamen gastronómico (la Mostra de Cuina Marinera) en la que se pone de manifiesto la solidez del patrimonio gastronómico.

### Deporte
Existe un equipo de rugby Club de Rugby La Vila, el cual ganó el título de la máxima categoría del rugby español en la temporada 2010-2011.
En gimnasia rítmica han destacado Maisa Lloret, 5.ª en los Juegos Olímpicos de Seúl 1988, que nació en Villajoyosa y da nombre al polideportivo municipal; y Marta Baldó, campeona olímpica de gimnasia rítmica por conjuntos en Atlanta 1996, natural de Villajoyosa, que fundó en la ciudad un club de gimnasia rítmica con su nombre y donde unas instalaciones deportivas de la localidad también reciben su nombre. Además, desde el año 2000, todos los años se celebra en Villajoyosa el Trofeo Marta Baldó de gimnasia rítmica.

## Ciudades hermanadas
- Vitré, comuna de Ille y Vilaine (Francia, desde 1989). La ciudad de Vitré llama a una plaza de su casco antiguo la Place Villajoyosa.
- Quesada (España, desde 2006).
- Bullas (España, desde 2006).